# دایانا سیلورز
دایانا سیلورز (انگلیسی: Diana Silvers؛ زادهٔ ۳ نوامبر ۱۹۹۷) هنرپیشه، مدل اهل آمریکا است.
او در فیلم قاتل بازی کرده است.